# Matala

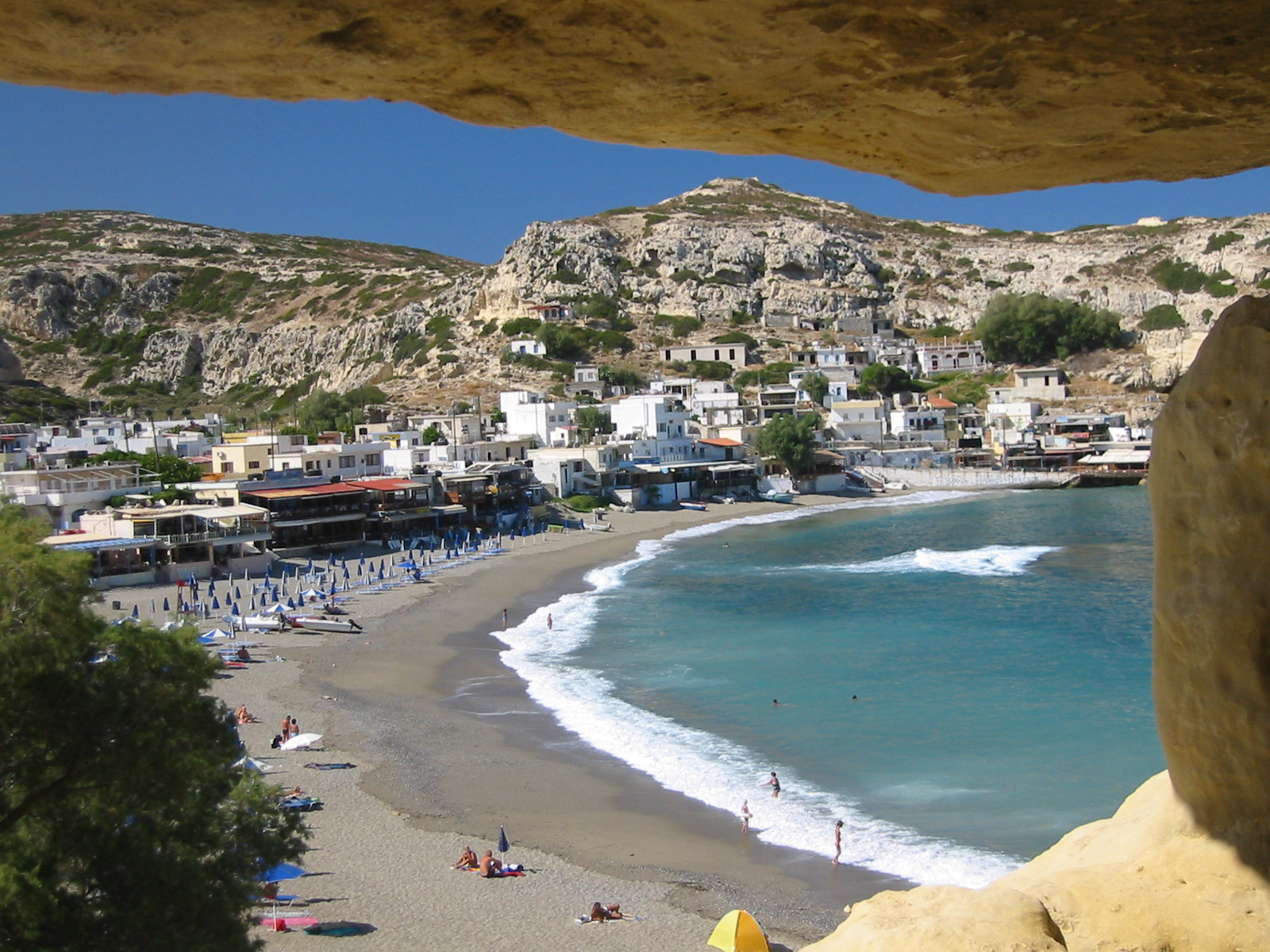
Matala, gesehen vom Eingang einer Felshöhle

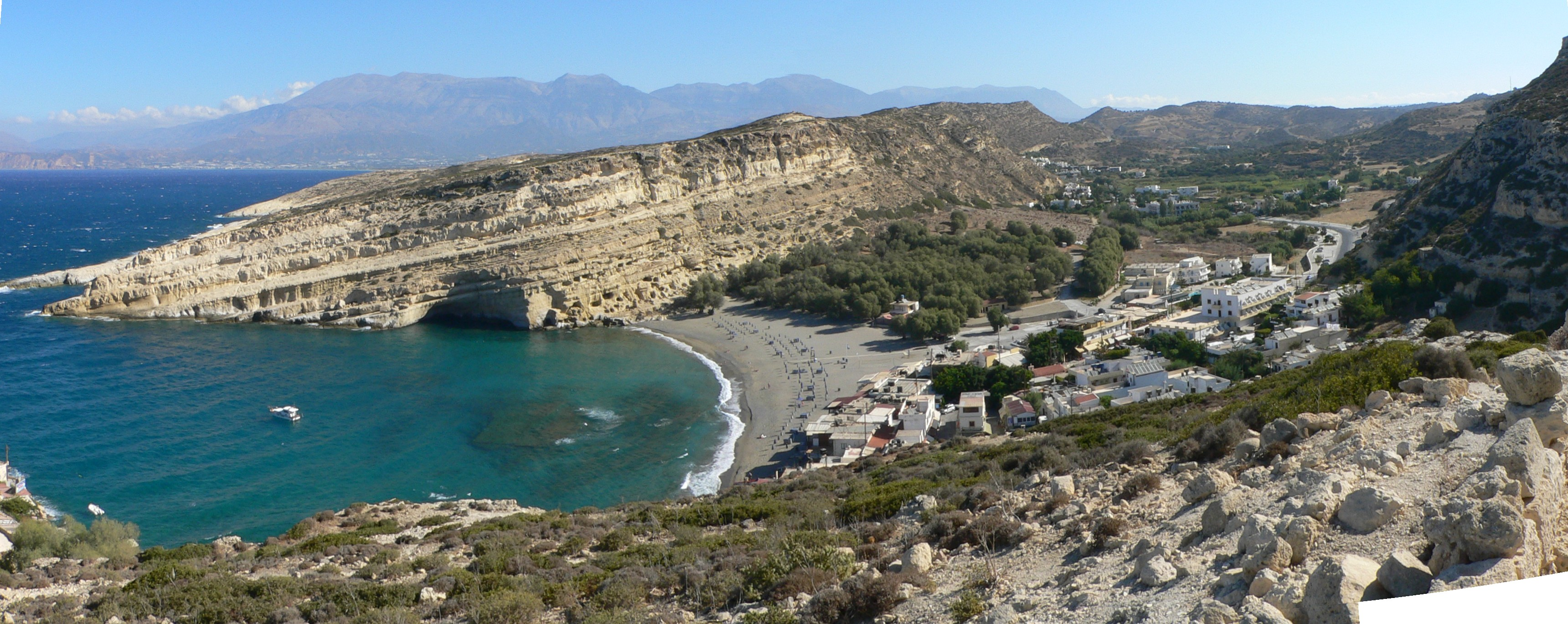
Panorama von Matala, im Hintergrund das Idagebirge

Mátala (griechisch Μάταλα (n. pl.)) ist ein Dorf an der Südküste der griechischen Insel Kreta, im Regionalbezirk Iraklio. In den 1960er Jahren war die kleine Bucht am Libyschen Meer ein Sehnsuchtsort von Hippies, seither hat sich Matala mit seinem feinkörnigen Sandstrand zu einem beliebten Touristenort gewandelt.
Matala zählte 2011 67 Einwohner und ist heute eine Siedlung in der Ortschaft Pitsidia im Gemeindebezirk Tymbaki der Gemeinde Festos.

## Geschichte

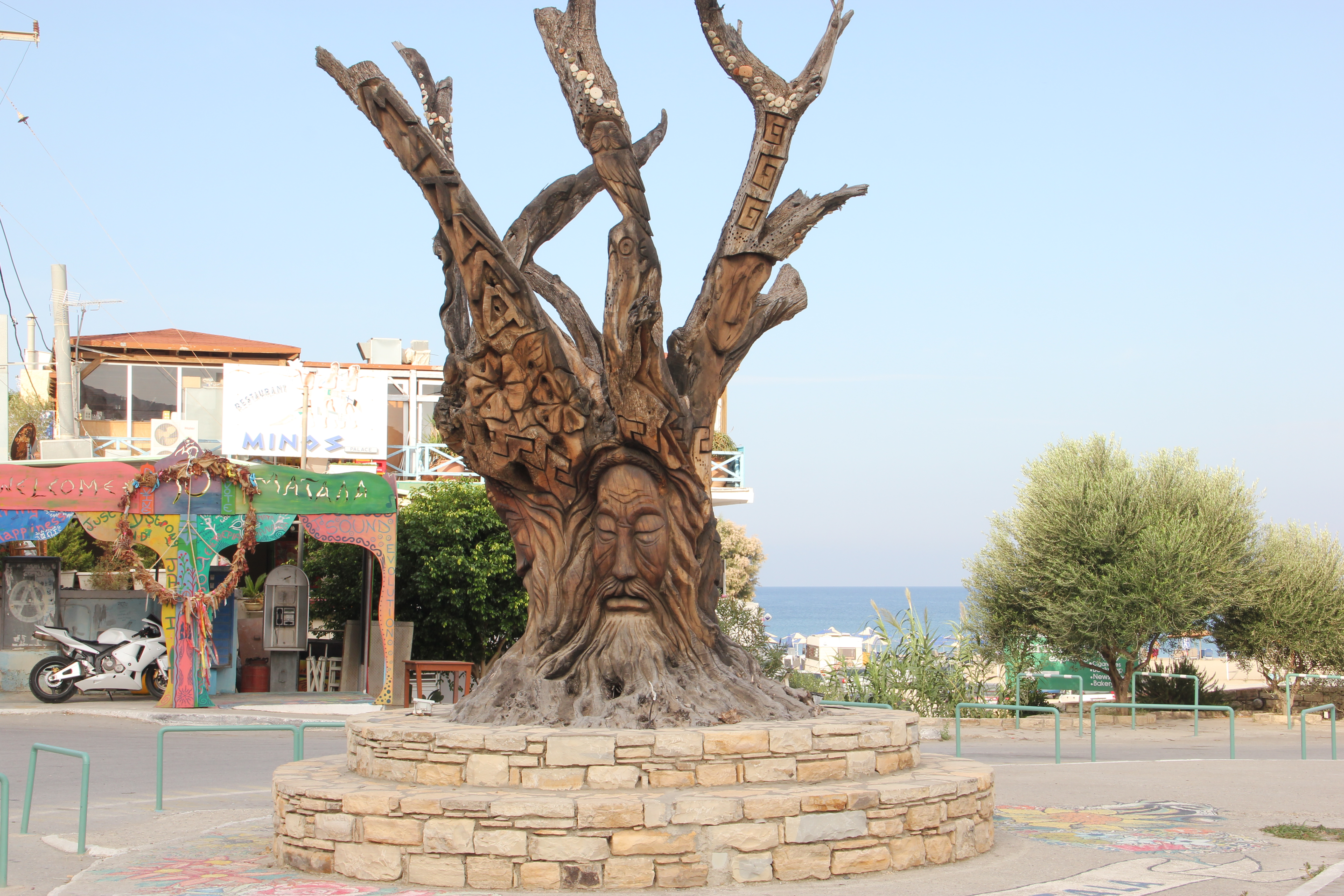
Hippie-Denkmal

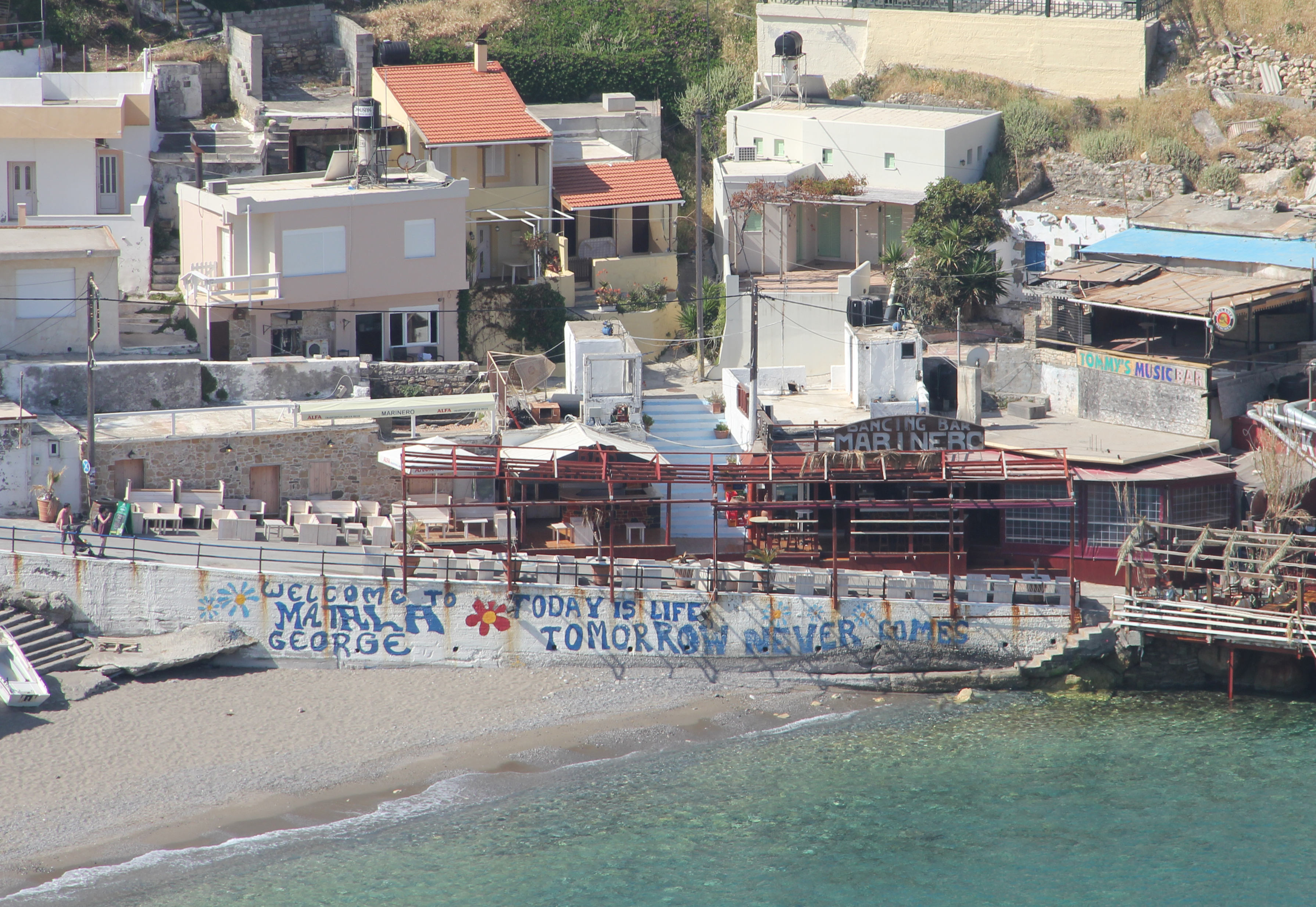
Hippie-Motto an der Kaimauer

Nach dem griechischen Mythos war Matala der Ort, an dem Zeus in Stiergestalt mit der von ihm entführten phönizischen Prinzessin Europa an Land ging. Er verwandelte sich hier in einen Adler und brachte Europa weiter nach Gortyn.
In der Jungsteinzeit wurden in das weiche, poröse Gestein der Bucht die Höhlen von Matala Wohnhöhlen gegraben, die in der Zeit der römischen Besetzung Kretas als Grabstätten genutzt wurden. Bis heute sind sie die berühmteste Attraktion von Matala geblieben. In der minoischen Epoche befand sich an dieser Stelle vermutlich der Hafen von Phaistos; in römischer Zeit war Matala der Hafen von Gortyn. Die Sarazenen unter Abu Hafs Omar, die 824 Kreta eroberten, gingen zuerst in Matala an Land.

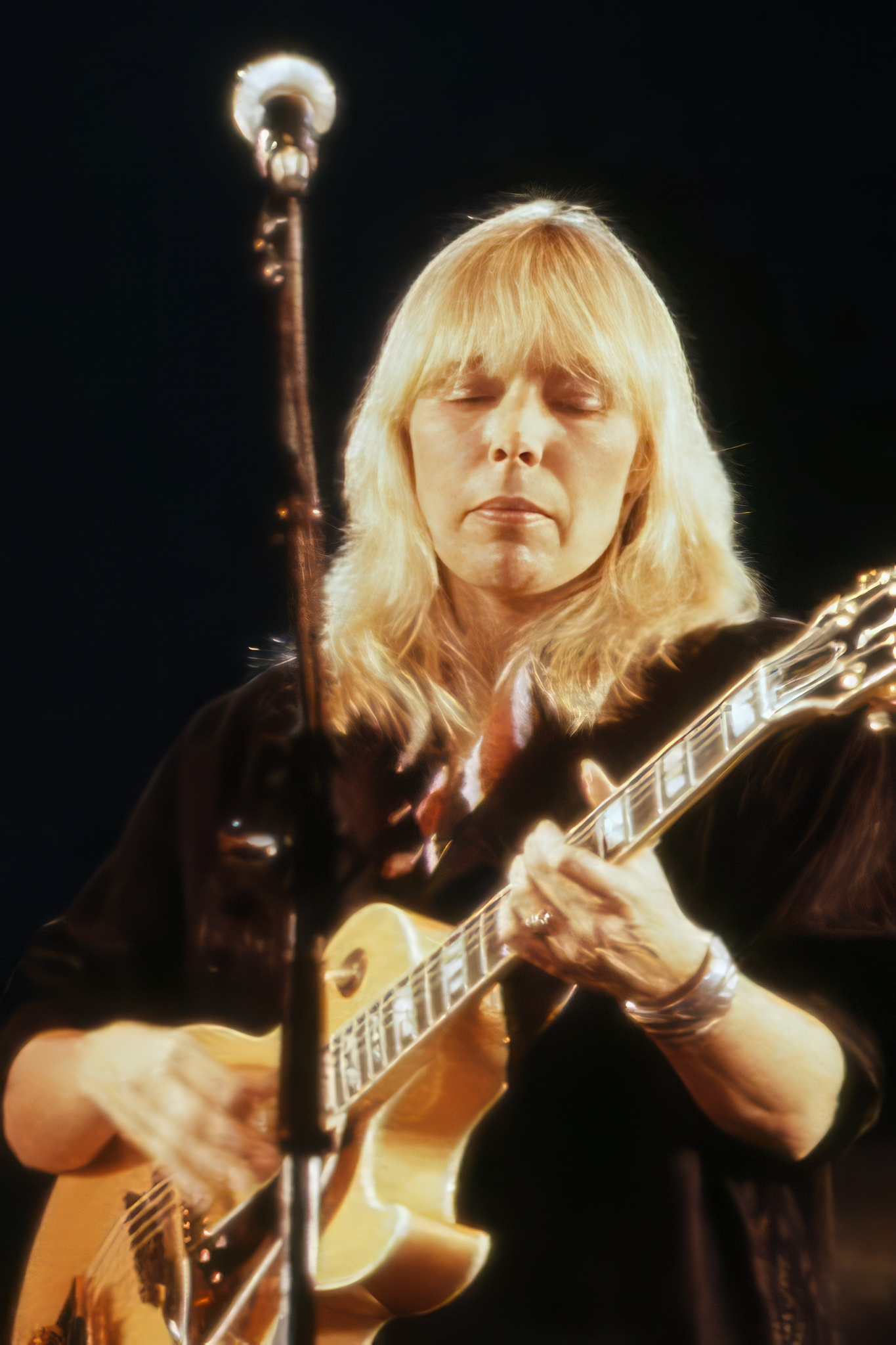
Joni Mitchell (1983)

In den späten 1960er-Jahren siedelten sich in den neolithischen Wohnhöhlen Hippies aus aller Welt an (darunter viele junge US-Bürger, die ihre Teilnahme am Vietnamkrieg verweigerten) und gründeten dort eine große Kommune. 1969 lebte hier auch Joni Mitchell. Ihr bekannter Song Carey bezieht sich auf das Leben dort und erwähnt das „Mermaid Café“ (heute „Kimata/Waves“) vor Ort.
Anfang der 1970er-Jahre wurden die Höhlen als archäologische Stätte deklariert und für Wohnzwecke geschlossen.
Auf einem Straßenrondell am Ortseingang erinnert das Hippie-Denkmal an die bewegte Zeit der Blumenkinder; an der Kaimauer steht in großen Lettern das Hippie-Motto Today is life. Tommorow never comes (deutsch: Leben ist heute. Das Morgen kommt nie.).

## Touristische Bedeutung
In den 1960er-Jahren gab es zu der damals kleinen Strandsiedlung keine asphaltierte Zufahrt und die einfachen Fischerhäuschen waren noch ohne Stromanschluss. Seither hat sich Matala zu einem der lebhaftesten Badeorte an Kretas Südküste entwickelt. Neben kleineren Familienpensionen, zahlreichen Tavernen und einer Basargasse im alten Dorf gibt es weiter landeinwärts mittlerweile auch größere Hotels und Apartmenthäuser. Verglichen mit den Ferienstädten an der Nordküste halten sich die Auswüchse des Fremdenverkehrs bislang in Grenzen.
Tagesgäste kommen vornehmlich wegen des feinen Sandstrandes und um die Felshöhlen zu sehen. Sie sind an der Nordseite der Badebucht in eine etwa 40 m hohe Sandsteinwand eingelassen und können gegen eine Gebühr von Innen besichtigt werden.

## Ausflugsziele und Wanderwege
Schnell erreichbar sind die Ausgrabungen der minoischen Siedlung Phaistos und der antiken Stadt Gortyn. In Mires, dem Verwaltungssitz der Gemeinde Festos, wird jeden Samstagvormittag ein überregional bekannter Markt abgehalten.

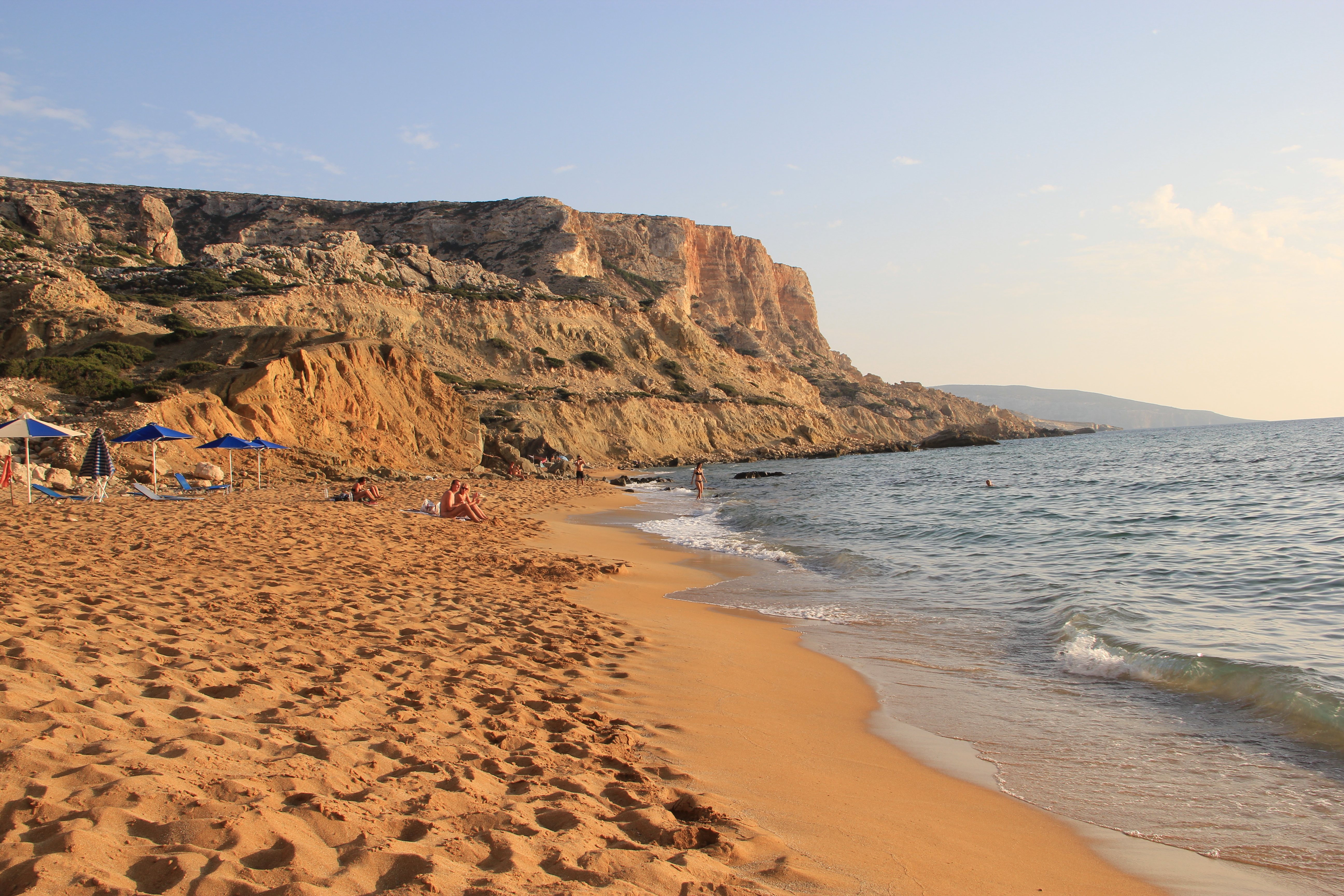
Red Beach bei Matala

Eine beliebte Kurzwanderung führt vom alten Dorf über einen Bergrücken hinüber zum südlich von Matala gelegenen Strand Kokkini Ammos. Wegen der in der Abendsonne rötlich leuchtenden Felsen wird er auch Red Beach genannt. Er ist lediglich über einen schmalen, teils steilen Pfad zugänglich. Nördlich von Matala finden Strandwanderer am Komos (Strand) ein vier kilometerlanges Strandrevier vor.
Über das Kloster Moni Odigitrias erreicht man westlich von Kali Limenes den Eingang der Schlucht Agiofarango, sie kann auf einem breiten Weg erwandert werden. Am Schluchtausgang gibt es einen in der Hauptsaison viel besuchten Strand, die dort senkrecht aufragenden Felswände sind auch ein Ziel von Kletterern.
Im Hinterland von Matala gehört das Bergdorf Zaros an der Südseite des Psiloritis-Massivs zu den bekanntesten Ausflugszielen der Region. Oberhalb von Zaros beginnt am Votomos-See eine anspruchsvolle Wanderung durch die Rouvas-Schlucht.

## Matala in Musik, Film und Literatur
Neben Joni Mitchell singt auch der österreichische Liedermacher Georg Danzer in dem Lied Matala (1995) von seiner Zeit auf Kreta.
Als Reminiszenz an die Hippiezeit wurde an Pfingsten 2011 am Strand von Matala erstmalig das Matala Festival (heute Matala Beach Festival) abgehalten. Das dreitägige Musikfestival findet seither jedes Jahr im Juni oder Juli statt.
An die Zeit der Hippies in Matala erinnert der griechische Dokumentarfilm Hippie, Hippie, Matala! Matala! (2013) von Giorgos Varelas.
In David Bielmanns Roman Flucht eines Toten nimmt Matala eine wichtige Rolle ein, die Handlung spielt in den 1960er-Jahren.

## Zitate

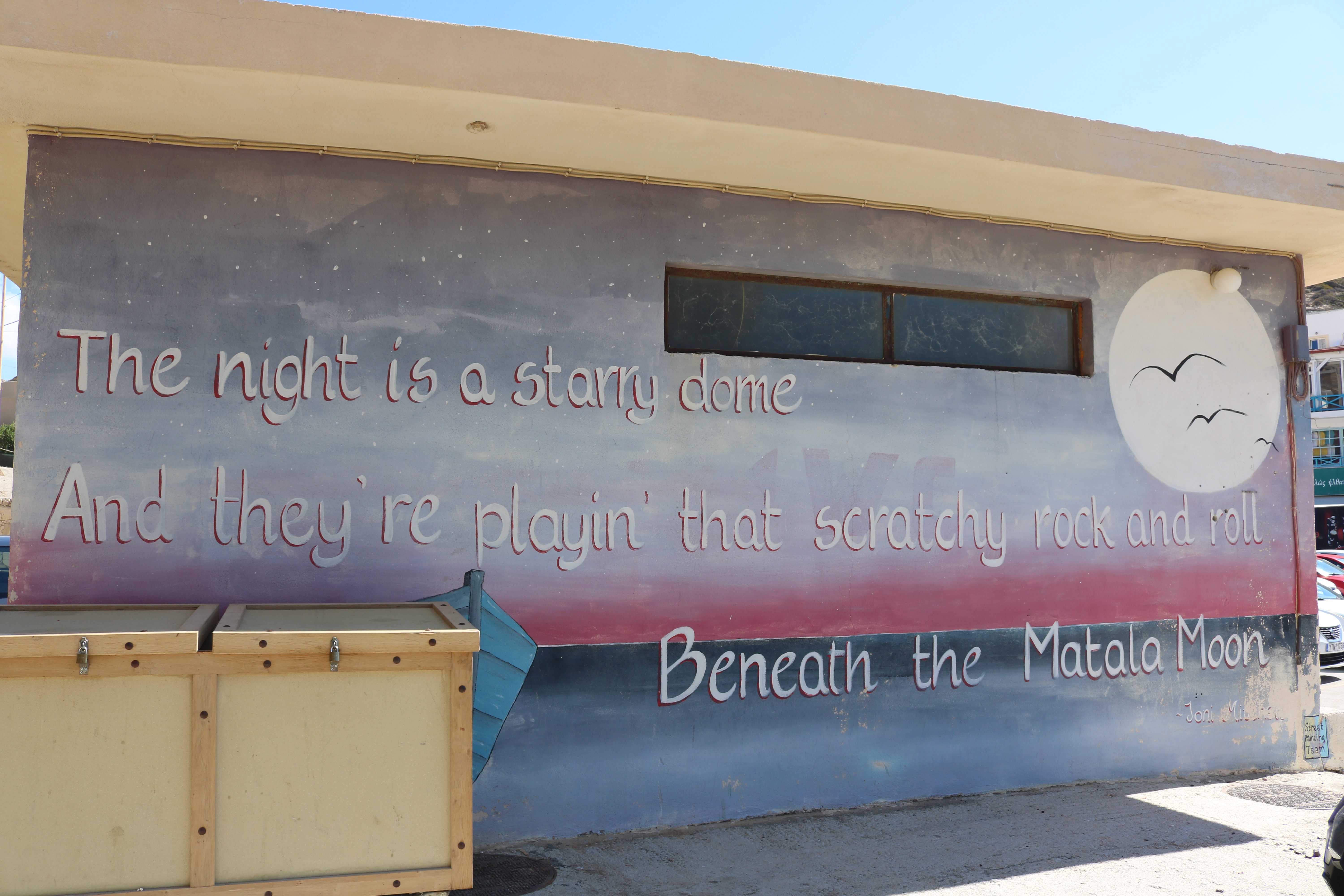
Songtext von Joni Mitchell am Strandparkplatz in Matala

„The night is a starry dome / And they're playin' that scratchy rock and roll / Beneath the Matala Moon“

„I bin unterwegs nach Matala / Dort soll's so oide Höhl'n geb'n, in denan a poa Hippies leb'n / Dort mecht i hin“

## Felshöhlen der nördlichen Steilküste

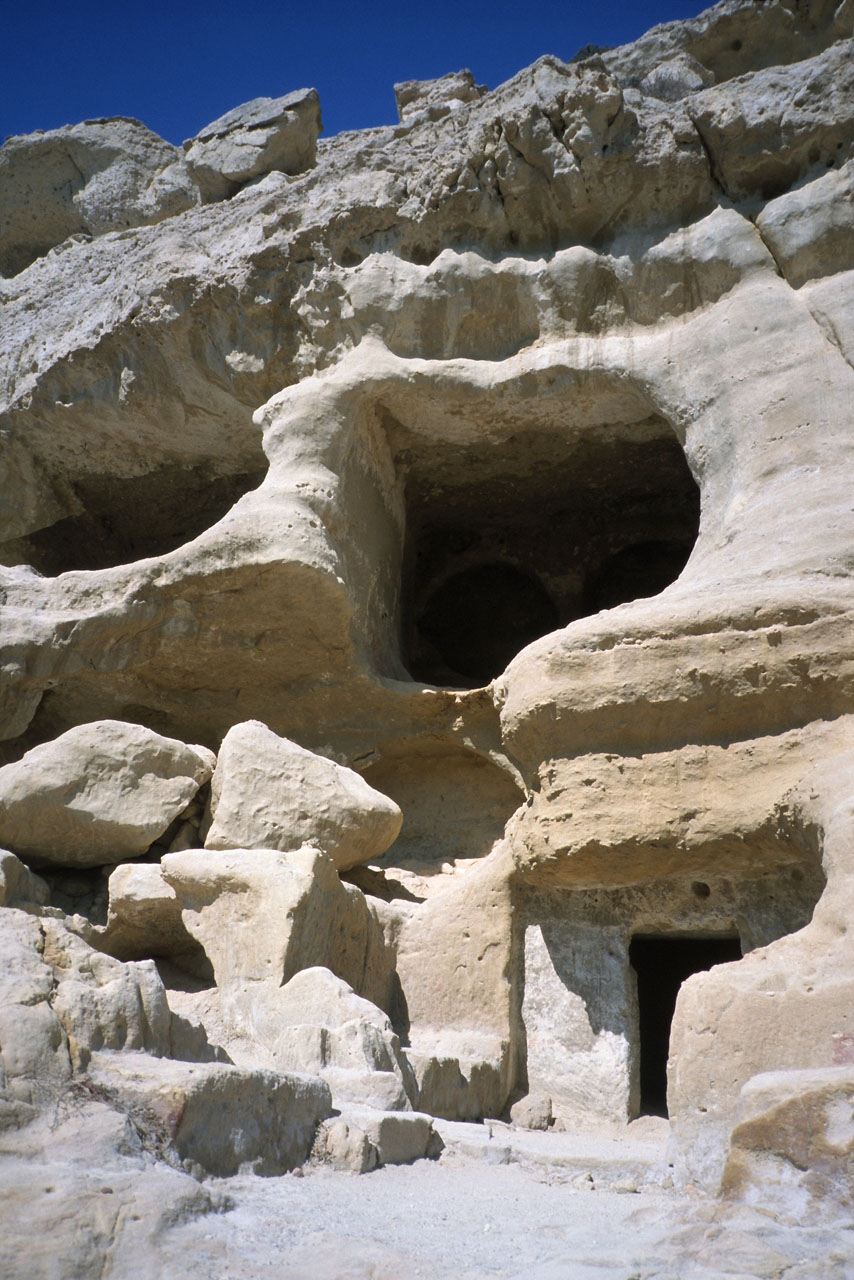
Begehbare Wohn- und Grabhöhlen
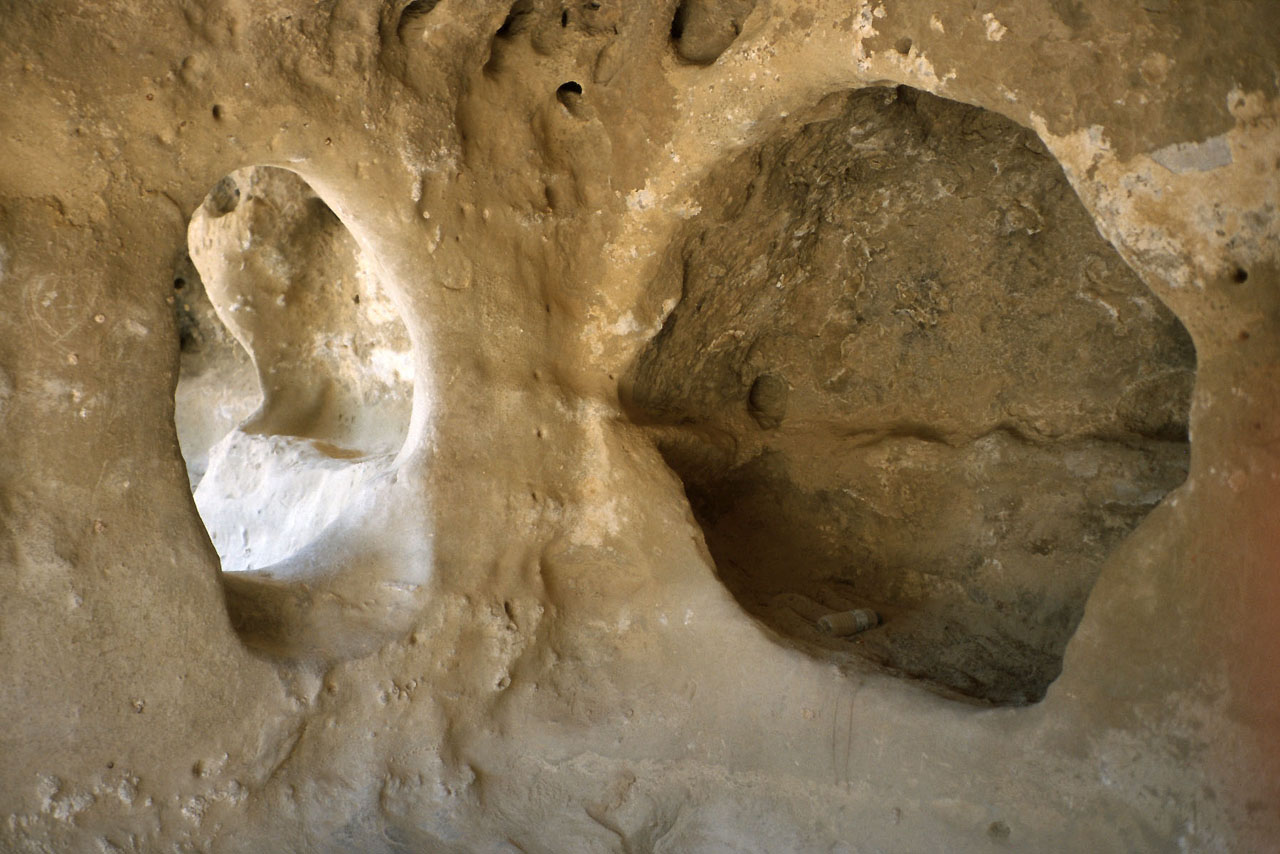
Wohnhöhle mit Schlafnische (rechts) und Durchbruch zur Nachbarhöhle
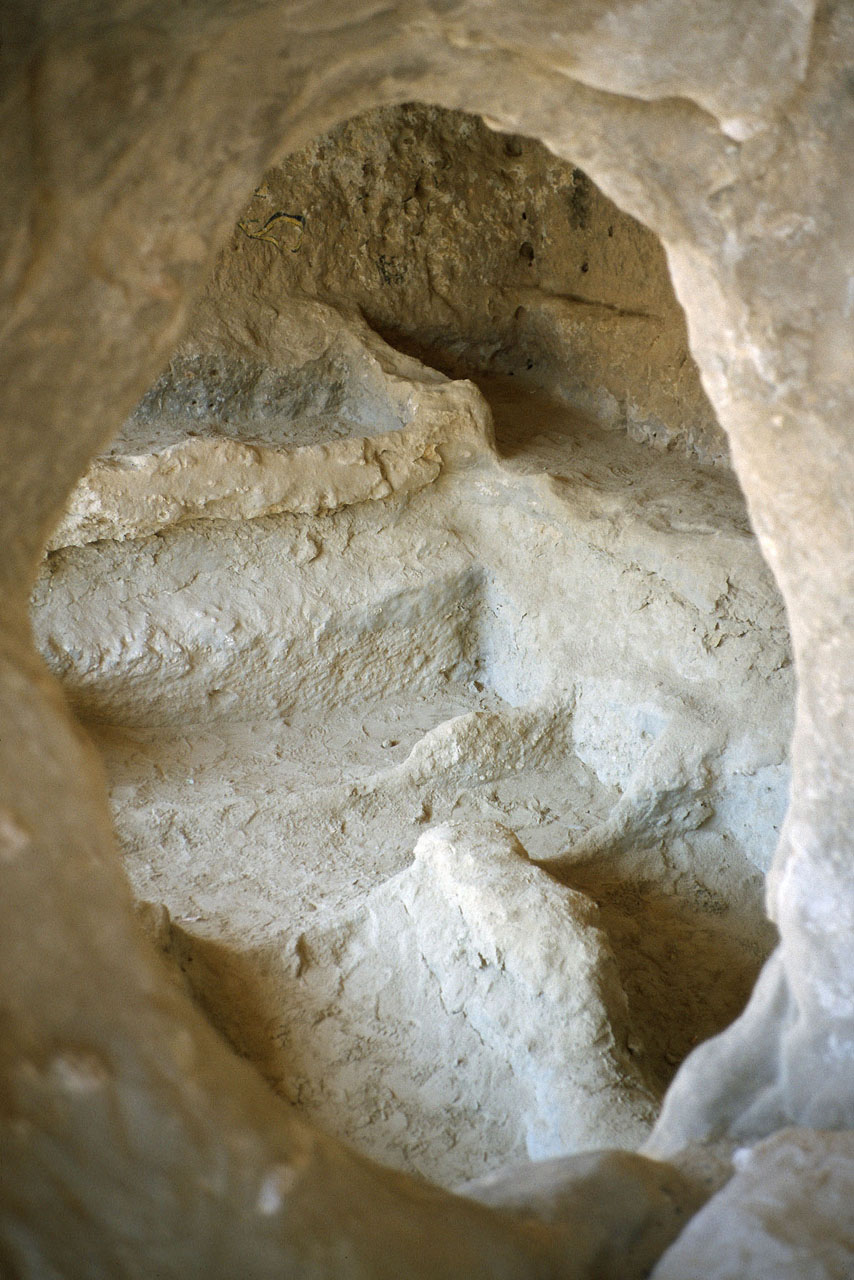
Grabhöhle mit Bodenvertiefungen zur Bettung der Toten
„Namensschild“ am Eingang
- Bucht von Matala

## Einzelnachweise

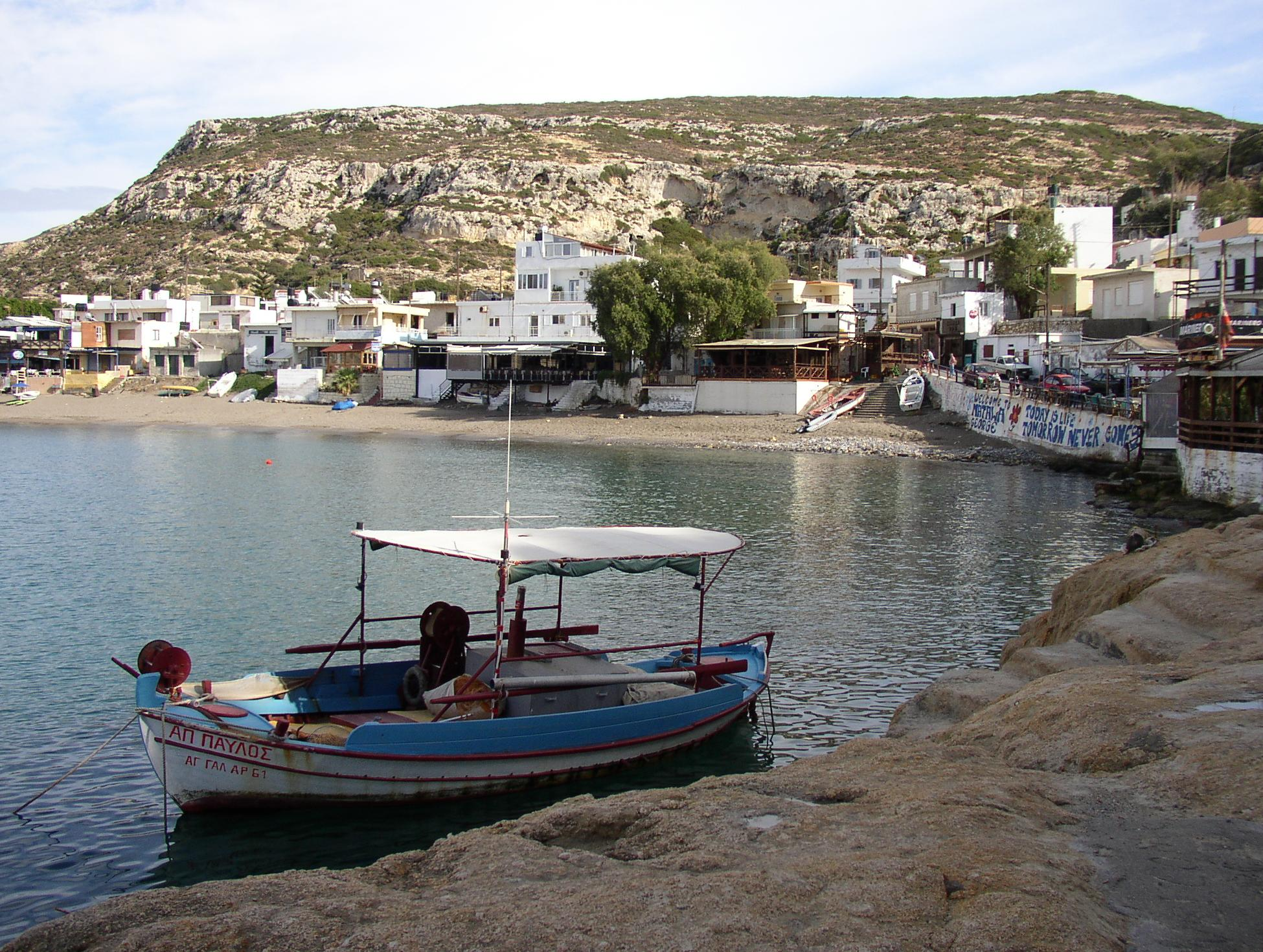
Südende des Strandes